# 孙子 (数学家)

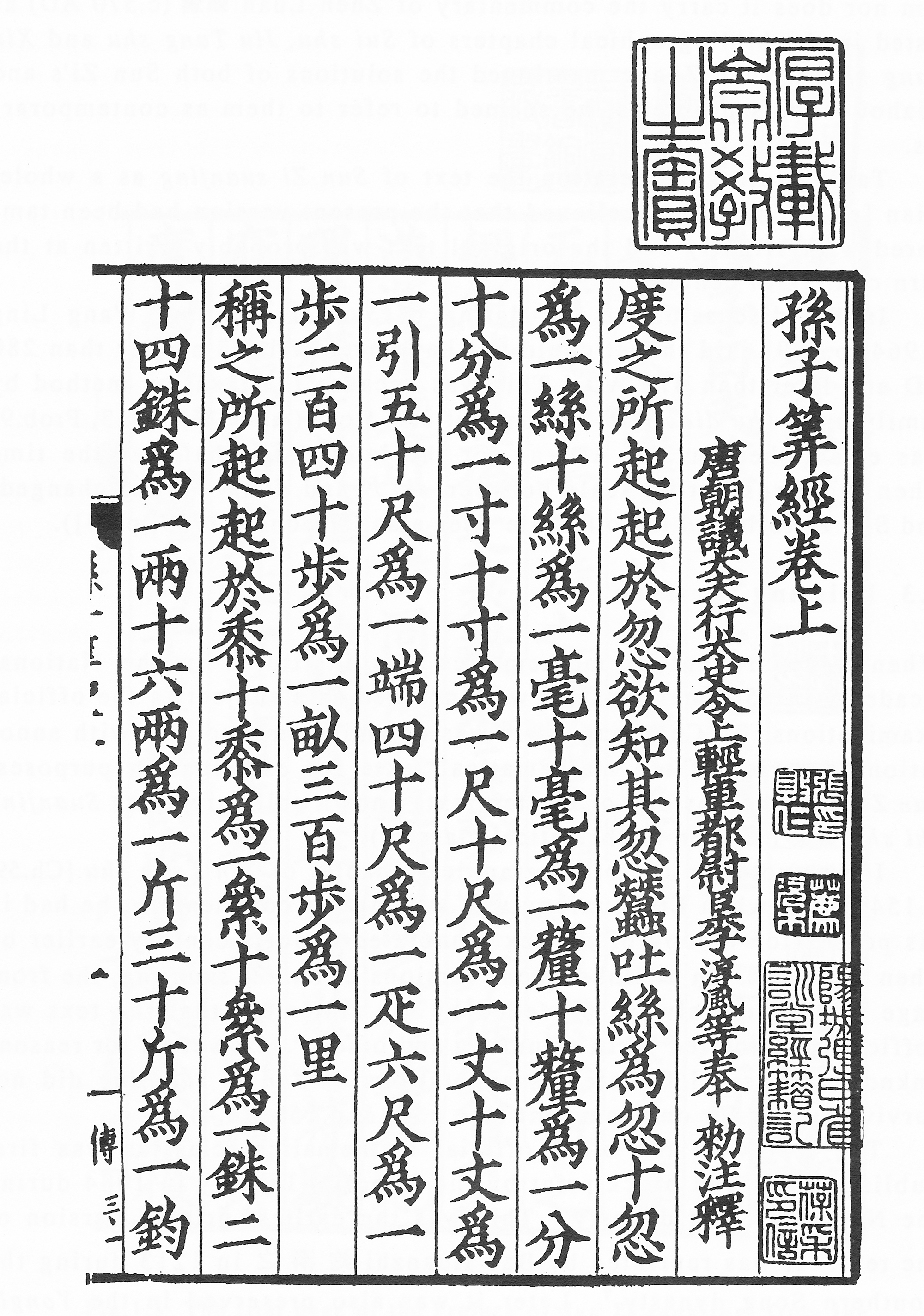
孙子算经

孙子，是一位中国古代数学家，生活于公元3世纪到5世纪的曹魏到晋朝。孙子对天文学感兴趣，曾试图开发一个日历，并研究了丢番图方程式。他著有《孙子算经》，其中包含了已知最早的中国剩余定理。